# NGC 3540
NGC 3540 = NGC 3548 ist eine linsenförmige Galaxie vom Hubble-Typ SB0 im Sternbild Großer Bär am Nordsternhimmel. Sie ist schätzungsweise 285 Millionen Lichtjahre von der Milchstraße entfernt.
Das Objekt wurde am 11. März 1831 von dem britischen Astronomen John Herschel entdeckt.